# Muerte y funeral de José José
Después de la muerte del cantante José José, ocurrida el 28 de septiembre de 2019 en Homestead, Estados Unidos, se vivió una jornada en torno al repatriamiento de sus restos y la procesión de su funeral en México.

## Antecedentes

### Alcoholismo y adicciones
José dijo que comenzó a beber a la edad de quince años, cuando su padre (un alcohólico) se fue de casa. Como resultado de su alcoholismo, desarrolló un hábito por la cocaína. En vida, afirmó que su adicción se debía a que «era frágil, débil, inocente, ignorante, de carácter débil y no sabía cómo decir que no». A principios de la década de 1970, después del éxito de «El Triste» y la falta de colaboración con Frank Sinatra, cayó en la depresión y el alcoholismo, pero con la ayuda de sus amigos y familiares logró dejar de beber por un tiempo. Su batalla en curso contra el alcoholismo continuó durante las décadas de 1970 y 1980. Asistió a reuniones de AA y dejó de beber por períodos de tiempo, pero volvió a caer en la adicción. Después de su divorcio con Anel en 1991, alcanzó su punto más bajo, según los informes, declarando que quería morir bebiendo. Con la ayuda de sus amigos, familiares y compañeros artistas, decidió ir a rehabilitación. Fue a la clínica Hazelden en Minesota para comenzar una rehabilitación que duró 32 días.

### Problemas de salud
Durante su carrera como cantante, José José sufrió de diferentes enfermedades. Sufrió un severo caso de neumonía en 1972 y su diafragma quedó paralizado. La enfermedad casi termina su carrera. Pero se recuperó después de meses de terapia las cuales incluían ejercicios de respiración. Uno de sus pulmones quedó permanentemente dañado.
En 1987, se sometió a una operación en el Cedars-Sinai Medical Center para extirparse los ganglios del pliegue vocal como consecuencia del uso excesivo de cortisona antes de cantar, el consumo de alcohol y la falta de descanso después de muchas de sus actuaciones. José sufriría graves consecuencias de su problema con el alcoholismo, ya que su salud vaciló durante la década de 1990.
En 2001, sufrió un caso de enfisema. Los efectos del alcoholismo, el abuso de la cortisona y su hernia de hiato no solo afectaron su capacidad para cantar sino también para hablar. En 2007, sufrió de la parálisis de Bell. Como resultado de todos estos problemas, luchó contra una depresión grave. Reconoció esto durante una entrevista en el programa de Univision Don Francisco Presenta..., presentado por Don Francisco. Luchó contra la retinopatía diabética en uno de sus ojos, para la cual se sometió a una operación exitosa. En 2012, se sometió a una cirugía de estómago debido a la gastritis. En noviembre de 2013, se sometió a una operación para extirparse las cataratas de uno de sus ojos.

### Tercer matrimonio, muerte y reacciones

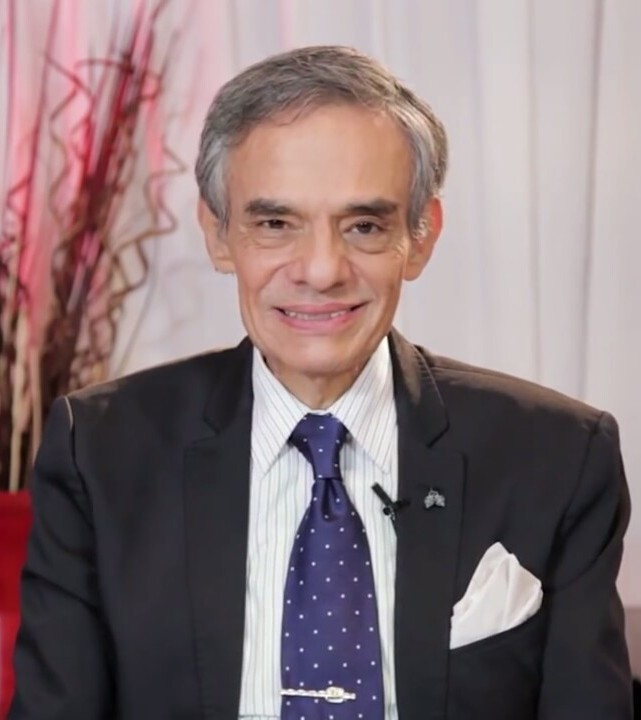
José José en 2017.

En 1995, José se casó con su tercera esposa, Sara «Sarita» Salazar. Juntos procrearon una hija a la que llamaron Sara y que nació el mismo año en que contrajeron matrimonio, esto durante una gira por Latinoamérica que José se encontraba realizando. Los tres vivieron en Miami, Florida, Estados Unidos. En marzo de 2017, José anunció que había sido diagnosticado con cáncer de páncreas. El 28 de septiembre de 2019, aunque no fue completamente confirmado porque una autopsia no fue realizada, el cantante presuntamente falleció debido a esta enfermedad a los 71 años de edad en el hospital Homestead en Homestead Florida, esto sucedido a las 12:17 de la tarde.
Su muerte fue informada en México y rápidamente se convirtió en un tema nacional, con varias personalidades del medio artístico e incluso presidentes lamentando su muerte, entre los que se encontraron; Christian Castro, Verónica Castro, Lucero, Alejandro Sanz, el expresidente de México Felipe Calderón, Alejandra Guzmán, Carlos Rivera, Lucía Méndez, Maribel Guardia, Silvia Pinal, Emmanuel, Carmen Salinas, Daddy Yankee, Drake Bell, el presidente mexicano Andrés Manuel López Obrador, entre otros. Previo a un partido de futbol entre el Clásico Regiomontano en el estadio Estadio BBVA, se le realizó un homenaje proyectando un gráfico en su memoria con la letra y la canción de «Ya Lo Pasado, Pasado».

## Cronología tras su muerte

### Restos de José José
Tras la muerte de José José, poco se supo sobre que había pasado con el y donde se encontraban sus restos, supuestamente ni siquiera su viuda Sara Salazar sabía donde se encontraba su cuerpo, pues la única a cargo de esta tarea fue su hija Sara Sosa, quien no dio ninguna información al respecto. Esto provocó que un hashtag en Twitter con la leyenda "#dondeestajoséjosé" se volviera tendencia nacional. Los hijos de su segundo matrimonio, Marysol Sosa y José Joel, se trasladaron a Miami al recibir una llamada de Sara, en la cual les informaba sobre la muerte de su padre. Sin embargo al llegar a Estados Unidos, su hermana no los recibió y ninguno obtuvo noticias sobre el cuerpo de su padre, ni sobre su acta de defunción, ni reportes médicos, y tras esto el consulado les ofreció su apoyo en la búsqueda de su padre. Aunque según la propia Sara, Marysol y Joel sabían donde se encontraba el cuerpo de su padre. El 1 de octubre, los tres hermanos Marysol, Joel y Sara, lograron llegar a un acuerdo y adujeron a una "reconciliación". El 2 de octubre, José Joel regreso a México debido a compromisos de trabajo. Finalmente el 3 de octubre, Marysol logró ver el cuerpo de su padre y saber donde se encontraba. El 4 de octubre, un funeral para José fue llevado a cabo en Miami, el cual fue exclusivo para familia y amigos aunque se dice que el ataúd en el cual supuestamente se encontraban sus restos estaba vacío. El 6 de octubre, se le realizó un homenaje en el auditorio del condado de Miami. Sus restos fueron depositados en un ataúd brillante, con matices dorados y plateados nombrado “The Promethean” ("El prometido") similar al del fallecido en 2009 Michael Jackson, el cual costo entre 10 mil y 24 mil dólares, debido al tapizado en su interior y del enchape en oro de 24 quilates.
Seguido de esto, Marysol y Joel intentaron repatriar el cuerpo de su padre de vuelta a México y también pidieron una autopsia antes de la cremación programada de su cuerpo, la cual pudieron aplazar por 48 horas y así poder saber su verdadera causa de muerte. Sin embargo, Sara no les permitió llevarse su cuerpo a México ni tampoco la autopsia y José fue finalmente cremado el 8 de octubre. También el 8 de octubre, su acta de defunción fue revelada, la cual contradecía cosas que Sara y su madre, quienes fueron las últimas personas con las que José paso sus últimos días, habían dicho sobre su muerte. Sus cenizas fueron divididas y una porción de las cenizas se quedó en Miami, mientras que las cenizas sobrantes fueron enviadas de regreso a México.

### Repatriación, funeral y entierro en México
El 8 de octubre, se anunció la ruta del cortejo fúnebre que la mitad de las cenizas de José José enviadas a México tomarían, teniendo un homenaje en el Palacio de Bellas Artes, una misa en la Basílica de Santa María de Guadalupe, otro homenaje en el Parque de la China y finalmente serían enterradas en el Panteón Francés de San Joaquín. El 9 de octubre, la mitad de sus cenizas fueron trasladadas de regreso a la Ciudad de México a bordo de un avión militar modelo boeing 737 de la Fuerza Aérea Mexicana a las 8:20 a. m., el cual fue proporcionado por el presidente de México Andrés Manuel López Obrador. Todos los gastos para su traslado a México fueron pagados por el gobierno mexicano, y se estimó que el costo fue de 1.5 millones de pesos mexicanos.

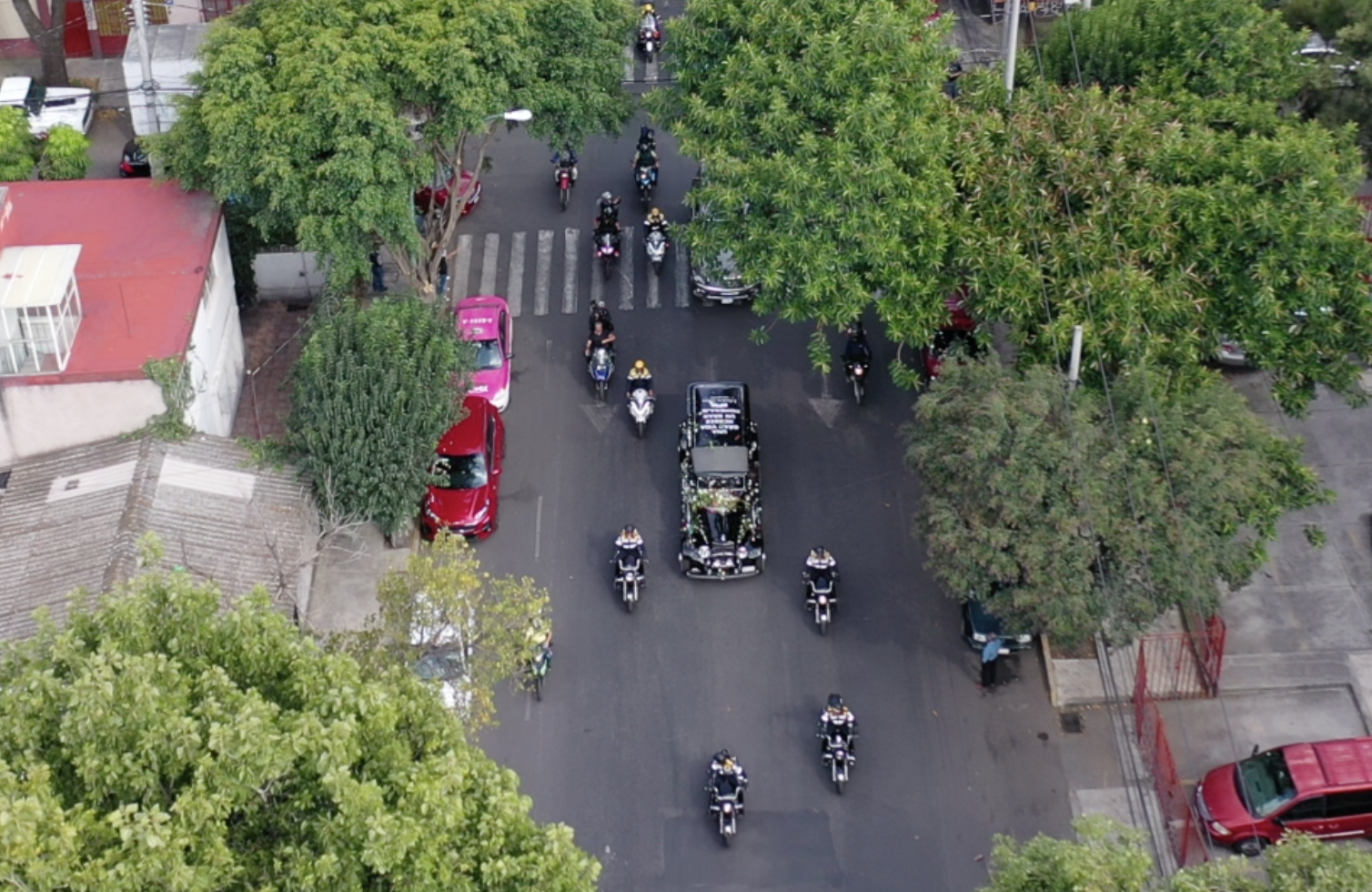
Vista aérea de la caravana que lo resguardo, y la carroza que transportó sus restos.

La carroza fúnebre que recogió y transporto los restos del cantante fue un Cadillac de 1928, un auto muy antiguo y el cual se modificó, modernizó y acondicionó por la funeraria Sayers & Scovill en Estados Unidos para poder meter el ataúd que contenía sus cenizas. El féretro con sus cenizas primeramente llegó al Palacio de Bellas Artes a las 10:40 a. m., donde se le realizó el primer homenaje al que se dice habían llegado 6 mil personas, y permaneció para que sus fanes pudieran entrar y despedirse del. Al homenaje también asistieron famosos, entre ellos, Laura Bozzo, Emmanuel, Lucía Méndez, Jorge Ortiz de Pinedo, Dulce, Verónica Castró, entre otros. A la 1:00 p. m., concluyó su homenaje en Bellas Artes, y a la 1:40 p. m., la carroza con sus restos salió rumbo a la Basílica de Guadalupe. A las 2:00 p. m., sus restos de llegaron a la Basílica, donde se le realizó una misa en la cual asistieron familiares y fanes. Al acabar la misa, su hija Marysol le canto, interpretandole el tema "Cara a Cara" de Marcos Vidal, y también le entonaron la canción "Amar y Querer". A las 3:20 p. m., sus restos salieron de la iglesia. A las 3:55 p. m., sus restos llegaron al Parque de la China, y se le realizó otro homenaje. A las 4:09 p. m., sus restos salieron con dirección al Panteón Francés de San Joaquín, y a las 4:24 p. m., llegaron al lugar. A las 5:15 p. m., José José fue finalmente sepultado junto a su madre, y a las 5:21 p. m., concluyó el funeral.
El cortejo, los tributos, la misa y el funeral fueron transmitidos por televisión y YouTube por varios noticieros y programas de medios de comunicación como Milenio Televisión, Imagen Televisión, CNN en Español, Grupo Reforma, Venga la Alegría, Hoy, Azteca Noticias, Foro TV, Excélsior TV, Al rojo vivo, ADN 40, entre otros.

## Eventos posteriores
Tras su entierro y finalización de los funerales, el periodista Gustavo Adolfo Infante aseguró que el ataúd que supuestamente contenía los restos del cantante y el cual había sido sepultado, estaba vacío. Tras esto, la exmánager de José José, Laura Nuñez, respondió afirmando que si se encontraban sus restos dentro del ataúd, y también se hallaban los restos exhumados de su madre Margarita, y de su abuela Carmelita. Además, se dice que Laura le negó a Infante ser «guardia de honor» en el funeral de José.
Nuñez dijo que demandaría a la hija menor de José, Sara Sosa, debido a falta de pagos. Además señaló que tanto Sara como su madre no habían cumplido la última voluntad del cantante, la cual era que su cuerpo se sepultara junto al de su madre en el Panteón Francés de San Joaquín, lo cual también afirmó su hijo José Joel. Sin embargo, su hija Sara afirmó que hizo lo que hizo porque así había sido la voluntad de su papá y su mamá. Sobre la supuesta demanda, no se volvió a saber del tema.
El 11 de octubre, su hija Marysol apareció en el programa «Hoy», donde declaró que no se supo cual fue la causa de muerte exacta de su padre ya que se especuló que fue por el cáncer de páncreas, pero esto no era posible porque cuando se fue a Estados Unidos ya se le había extirpado este órgano.